# Alexander Kellner

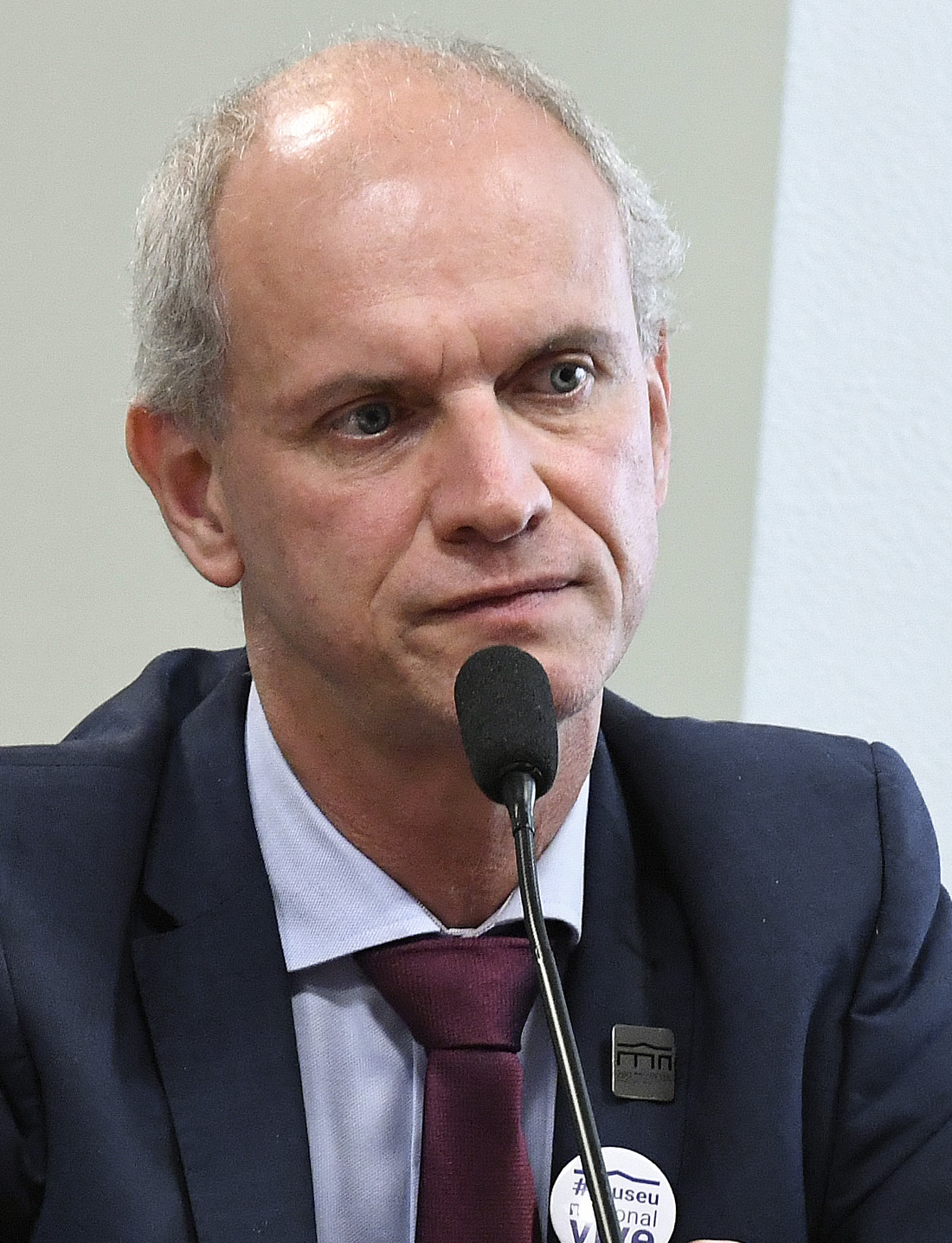
Alexander Kellner.

Alexander Wilhelm Armin Kellner (Vaduz, 26 september 1961) is een Liechtensteins-Braziliaans paleontoloog, een van de meest vooraanstaande deskundigen op het gebied van de studie naar pterosauriërs.
Kellner werd in 1961 geboren in het vorstendom Liechtenstein. Nadat zijn ouders naar Rio de Janeiro in Brazilië waren verhuisd, genoot hij aldaar zijn lagere- en middelbare-schoolopleiding aan de tweetalige (Duits-Portugees) Escola Corcovado. Hij werd genaturaliseerd tot Braziliaan. In 1981 begon hij een studie geologie aan de Universidade Federal do Rio de Janeiro, waarbij hij al snel betrokken raakte bij onderzoek naar fossiele gewervelden. Pas in 1991 studeerde hij daar af, maar toen had hij al naam gemaakt met het onderzoek naar pterosauriërs uit de Santanaformatie van de deelstaat Ceará. In 1996 behaalde hij zijn doctoraat aan de Columbia University in het kader van een onderzoeksproject van het American Museum of Natural History. Sinds 1997 werkt hij mede bij het Braziliaanse Museu Nacional en werd daar hoofd van de geologische en paleontologische afdeling. Ook werd hij professor aan de UFRJ. Bij het blad Anais da Academia Brasileira de Ciências, de officiële publicatie van de Braziliaanse academie van wetenschappen, is hij hoofdredacteur.
Kellner had in 2009 al 290 wetenschappelijke publicaties op zijn naam staan; daarin benoemde hij onder andere een twintigtal nieuwe soorten waaronder de dinosauriër Santanaraptor en vele pterosauriërs. Daarnaast heeft Kellner een groot aantal populair-wetenschappelijke artikelen en boeken geschreven. Hij heeft ook veel paleontologische expedities uitgevoerd, onder meer in Iran, Peru, China en Argentinië. Behalve dit beschrijvende werk heeft Kellner ook studies verricht op het gebied van de kladistiek, het exact berekenen van de stamboom van de pterosauriërs. Kellner is de grondlegger van een eigen Braziliaanse school bij het onderzoek naar pterosauriërs, die uitgaat van een bepaald favoriet afstammingsmodel en ook geheel eigen keuzen maakt bij de naamgeving. Hij is daarmee de rivaal van de Brit David Unwin. Veel Chinese onderzoekers zijn duidelijk door het werk van Kellner beïnvloed.